# Euroradio
 (mai 2021).
Si vous disposez d'ouvrages ou d'articles de référence ou si vous connaissez des sites web de qualité traitant du thème abordé ici, merci de compléter l'article en donnant les références utiles à sa vérifiabilité et en les liant à la section « Notes et références ».
Euroradio est le nom du système d'échanges internationaux de programmes sonores numériques de l'Union européenne de radio-télévision (UER).
Le réseau satellite Euroradio a vu le jour le 1er septembre 1989.
L’unité Euroradio Classique du département radio est responsable de la planification d'environ 1 900 événements par an, en direct ou en différé, comprenant des concerts symphoniques, des opéras et des concerts de jazz.

## Identité visuelle

Précédent logo de Euroradio.